# Вулиці Кам'янського
Станом на 2016 рік у Кам'янському нараховується 209 урбанонімів, з них 146 вулиць, 2 сквери, 1 бульвар, 5 проспектів та 1 майдан. 19 лютого 2016 року у процесі декомунізації міським головою було перейменовано 148 урбанонімів.
2022 року у рамках дерусифікації було перейменовано 182 вулиць, провулків, проїздів.

## Вулиці

### А
- вулиця Авдіївська
- вулиця Авіаторів
- вулиця Айвазовського
- вулиця Андріївська
- вулиця Антона Золотаревського
- вулиця Артема Тесленка
- вулиця Архівна
- вулиця Архітектурна

### Б
- вулиця Багатенька
- вулиця Байрактарська
- вулиця Балкова
- вулиця Барвінкова
- вулиця Бердичівська
- вулиця Березнева
- вулиця Білоцерківська
- вулиця Богдана Хмельницького
- вулиця Богуна
- вулиця Бориса Патона
- вулиця Бородянська
- вулиця Броварська
- вулиця Бузкова
- вулиця Буковинська

### В
- вулиця Вадима Пузирьова
- вулиця Варшавська
- вулиця Васильєвська
- вулиця Василя Овчиннікова
- вулиця Василя Стефаника
- вулиця Вереснева
- вулиця Весняна
- вулиця Вечірня
- вулиця Виноградна
- вулиця Вишнева
- вулиця Вільна
- вулиця Вільногірська
- вулиця Вінницька
- вулиця Віталія Мосьпана
- вулиця Віталія Попруги
- вулиця Водяна
- вулиця Вокзальна
- вулиця Волинська
- вулиця Володимира Великого
- вулиця Володимира Логінова
- вулиця Володимира Сіренка
- вулиця Волошкова
- вулиця Воробйова
- вулиця В'ячеслава Чорновола

### Г
- вулиця Гайдамацька
- вулиця Галини Романової
- вулиця Гарбузова
- вулиця Героїв Азова
- вулиця Героїв Рятувальників
- вулиця Гетьмана Дорошенка
- вулиця Гетьмана Сагайдачного
- вулиця Гоголя
- вулиця Григорія Сковороди

### Д
- вулиця Дальня
- вулиця Данила Чуба
- вулиця Дениса Рохтіна
- вулиця Диканська
- вулиця Діамантова
- вулиця Дмитра Яворницького
- вулиця Долинська
- вулиця Дорожна
- вулиця Дружня
- вулиця Дніпробудівська
- вулиця Дорожня
- вулиця Дунайська

### Е
- вулиця Енергетиків
- вулиця Енергодарська

### Є
- вулиця Євгена Мельнікова
- вулиця Європейська
- вулиця Єдності

### Ж
- вулиця Жайворонкова
- вулиця Жені Закрутова
- вулиця Житомирська
- вулиця Журавлина

### З
- вулиця Заводська
- вулиця Закарпатська
- вулиця Залізняка
- вулиця Заміська
- вулиця Запорізька
- вулиця Затишна
- вулиця Захисників Неба
- вулиця Західна
- вулиця Звенигородська
- вулиця Зеленодольська
- вулиця Золота
- вулиця Зоряна

### І
- вулиця Івана Котляревського
- вулиця Івана Луференка
- вулиця Івана Піддубного
- вулиця Івана Сірка
- вулиця Іванівська
- вулиця Ігнатія Ясюковича
- вулиця Ігоря Сікорського
- вулиця Ізмаїльська
- вулиця Іллі Мечникова
- вулиця Інститутська
- вулиця Ірпінська
- вулиця історична

### К
- вулиця Калинова
- вулиця Канівська
- вулиця Каравайна
- вулиця Кармелюка
- вулиця Квітів
- вулиця Керченська
- вулиця Київська
- вулиця Кишинівська
- вулиця Кленова
- вулиця Княгині Ольги
- вулиця Кодацька
- вулиця Козацька
- вулиця Кобзарська
- вулиця Колійна
- вулиця Комунальна
- вулиця Конотопська
- вулиця Костельна
- вулиця Коротка
- вулиця Коцюбинського
- вулиця Краматорська
- вулиця Кременчуцька
- вулиця Криворізька
- вулиця Кримська
- вулиця Криничанська
- вулиця Кришталева
- вулиця Кузьми Скрябіна
- вулиця Куп'янська
- вулиця Курганна
- вулиця Курінна

### Л
- вулиця Лавандова
- вулиця Лазурна
- вулиця Лебедина
- вулиця Левадна
- вулиця Леонтовича
- вулиця Лесі Українки
- вулиця Леся Курбаса
- вулиця Листопадова
- вулиця Лісна
- вулиця Лісової пісні
- вулиця Лісопильна
- вулиця Літня
- вулиця Локомотивна
- вулиця Луганська
- вулиця Львівська
- вулиця Любомирівська

### М
- вулиця Максима Рильського
- вулиця Максима Чиженка
- вулиця Малинова
- вулиця Мальовнича
- вулиця Молдовська
- вулиця Молодіжна
- вулиця Морська
- вулиця Марії Заньковецької
- вулиця Марії Кюрі
- вулиця Марії Примаченко
- вулиця Маріупольська
- вулиця Марусі Чурай
- вулиця Матвіївська
- вулиця Маршова
- вулиця Медична
- вулиця Мелітопольська
- вулиця Миколаївська
- вулиця Миколи Лисенка
- вулиця Миргородська
- вулиця Мирослава Скорика
- вулиця Михайла Вербицького
- вулиця Михайла Грушевського
- вулиця Михайла Губенка
- вулиця Могилівська
- вулиця Молдавська
- вулиця Моршинська

### Н
- вулиця Набережна
- вулиця Нагірна
- вулиця Наливайка
- вулиця Народна
- вулиця Нечуя-Левицького
- вулиця Нікопольська
- вулиця Ніжинська
- вулиця Новорічна

### О
- вулиця Оборонців
- вулиця Одеська
- вулиця Озерна
- вулиця Олега Ясенчука
- вулиця Олександра Алексєєнка
- вулиця Олександра Довженка
- вулиця Олександра Какалюка
- вулиця Олександра Малофєєва
- вулиця Олекси Сокола
- вулиця Олексія Алчевського
- вулиця Олени Ган
- вулиця Олени Пчілки
- вулиця Олени Теліги
- вулиця Олеся Гончара
- вулиця Ольги Кобилянської
- вулиця Орільська
- вулиця Освітня
- вулиця Остапа Вишні

### П
- вулиця Павла Грабовського
- вулиця Павловська
- вулиця Памірська
- вулиця Панаса Мирного
- вулиця Пантелеймона Куліша
- вулиця Переяславська
- вулиця Персикова
- вулиця Перспективна
- вулиця Петриківська
- вулиця Пивовара
- вулиця Пилипа Орлика
- вулиця Пирятинська
- вулиця Побратимів
- вулиця Полтавська
- вулиця Полунична
- вулиця Польська
- вулиця Покровська
- вулиця Портова
- вулиця Почаївська
- вулиця Привітна
- вулиця Прибережна
- вулиця Приміська
- вулиця Приморська
- вулиця Прорізна
- вулиця Пшенична

### Р
- вулиця Райдужна
- вулиця Ранкова
- вулиця Республіканська
- вулиця Рєпіна
- вулиця Рибальська
- вулиця Річкова
- вулиця Роберта Лісовського
- вулиця Рожева
- вулиця Романківська
- вулиця Ромашкова
- вулиця Руставелі
- вулиця Рушникова

### С
- вулиця Санаторна
- вулиця Сергія Нігояна
- вулиця Сергія Слісаренка
- вулиця Сержанта Коновалова
- вулиця Сиваська
- вулиця Сичова
- вулиця Січеславський шлях
- вулиця Січнева
- вулиця Скіфська
- вулиця Сливова
- вулиця Слов'янська
- вулиця Слобідська
- вулиця Соборна
- вулиця Солов'їна
- вулиця Солонянська
- вулиця Сонячна
- вулиця Сорочинська
- вулиця Степана Горобця
- вулиця Степова
- вулиця Срібна
- вулиця Стрілецька
- вулиця Сумська
- вулиця Сурська

### Т
- вулиця Таращанська
- вулиця Телефонічна
- вулиця Тепла
- вулиця Тернівська
- вулиця Тернопільська
- вулиця Тираспільська
- вулиця Тополева
- вулиця Торговельна
- вулиця Травнева
- вулиця Тритузна
- вулиця Троїцька
- вулиця Травнева
- вулиця Трипільська
- вулиця Тростянецька
- вулиця Трояндова
- вулиця Трускавецька
- вулиця Тюльпанів

### У
- вулиця Українська
- вулиця Українських Соколів
- вулиця Уманська
- вулиця Урожайна

### Ф
- вулиця Федора Бульбенка
- вулиця Федора Сокуренка
- вулиця Фестивальна
- вулиця Фіалкова
- вулиця Фізкультурна
- вулиця Філатова

### Х
- вулиця Харківська
- вулиця Херсонський шлях
- вулиця Хіміків
- вулиця Хлібодарна
- вулиця Хортицька
- вулиця Хуторянська

### Ц
- вулиця Царичанська
- вулиця Центральна

### Ч
- вулиця Чарівна
- вулиця Червоної калини
- вулиця Черемшинова
- вулиця Черкаська
- вулиця Чернігівська
- вулиця Чигиринська
- вулиця Чистої роси
- вулиця Чорноморська
- вулиця Чугуївська
- вулиця Чумацька

### Ш
- вулиця Шевченківська
- вулиця Широка

### Ю
- вулиця Юліана Ступака
- вулиця Юннатів
- вулиця Юрія Іллєнка
- вулиця Юріївська

### Я
- вулиця Яблунева
- вулиця Ягідна
- вулиця Ялтинська
- вулиця Ярослава Мудрого
- вулиця Яружна

## Провулки

### 1-9
- 1-й провулок Балковий
- 2-й провулок Балковий
- 3-й провулок Балковий
- 4-й провулок Балковий
- 5-й провулок Балковий
- 6-й провулок Балковий
- 7-й провулок Балковий
- 8-й провулок Балковий
- 9-й провулок Балковий
- 10-й провулок Балковий
- 1-й провулок Володимира Логінова
- 2-й провулок Володимира Логінова
- 1-й провулок Гетьмана Дорошенка
- 2-й провулок Гетьмана Дорошенка
- 3-й провулок Гетьмана Дорошенка
- 4-й провулок Гетьмана Дорошенка
- 5-й провулок Гетьмана Дорошенка
- 6-й провулок Гетьмана Дорошенка
- 1-й провулок Житній
- 2-й провулок Житній
- 1-й провулок Курінний
- 2-й провулок Курінний
- 1-й провулок Сергія Нігояна
- 2-й провулок Сергія Нігояна
- 1-й провулок Федора Бульбенка
- 2-й провулок Федора Бульбенка
- 3-й провулок Федора Бульбенка
- 4-й провулок Федора Бульбенка
- 1-й провулок Центральний
- 2-й провулок Центральний

### Літери
- провулок Авдіївський
- провулок Азовський
- провулок Бердянський
- провулок Виробничий
- провулок Віталія Попруги
- провулок Гарбузовий
- провулок Гетьмана Сагайдачного
- провулок Грушевий
- провулок Данили Чуба
- провулок Діамантовий
- провулок Довгий
- провулок Євгена Мельнікова
- провулок Жайворонковий
- провулок Живописний
- провулок Зелений
- провулок Івана Котляревського
- провулок Ірпінський
- провулок Каравайний
- провулок Карпатський
- провулок Керченський
- провулок Лебединий
- провулок Леся Курбаса
- провулок Максима Рильського
- провулок Максима Чиженка
- провулок Одеський
- провулок Олександра Довженка
- провулок Остапа Вишні
- провулок Павла Грабовського
- провулок Петриківський
- провулок Ранковий
- провулок Саксаганського
- провулок Тюльпанів
- провулок Трускавецький
- провулок Фестивальний
- провулок Фруктовий
- провулок Черкаський
- провулок Черемшиновий
- провулок Юліана Ступака
- провулок Ягідний
- провулок Ярослава Мудрого

## Проїзди
- проїзд Гетьмана Дорошенка
- проїзд Сергія Воробйова
- проїзд Стрімковий
- проїзд Ярослава Мудрого

## Тупики
- тупик Прохідний
- тупик Шкільний

## Проспекти
- проспект Василя Стуса
- проспект Відродження
- проспект Героїв АТО
- проспект Гімназичний
- проспект Івана Мазепи
- проспект Івана Франка
- проспект Металургів
- проспект Наддніпрянський
- проспект Свободи
- проспект Тараса Шевченка
- проспект Конституції
- проспект Ювілейний

## Сквер
- сквер Захисників України із Заводського району
- сквер Хіміків

## Бульвар
- бульвар Будівельників
- бульвар Героїв
- бульвар Незалежності

## Площа, майдан
- площа 250-річчя Міста
- площа Героїв
- площа Янгелів Перемоги
- майдан Петра Калнишевського

## Вулиці Карнаухівки
- вулиця Барикадна
- вулиця Батальйону імені Шейха Мансура
- вулиця Варваринська
- вулиця Василя Симоненка
- вулиця Веселкова
- вулиця Вишнева
- вулиця Галушкова
- вулиця Ґарета Джонса
- вулиця Гоголя
- вулиця Джерельна
- вулиця Дивовижна
- вулиця Дніпровська
- вулиця Драгобратська
- вулиця Житня
- вулиця Залізнична
- вулиця Зарічна
- вулиця Зеленого Клину
- вулиця Кам'янська
- вулиця Каштанів
- вулиця Кленова
- вулиця Кооперативна
- вулиця Липова
- вулиця Ліни Костенко
- вулиця Мальвова
- вулиця Медова
- вулиця Межова
- вулиця Миру
- вулиця Молодіжна
- вулиця Мостова
- вулиця Нагірна
- вулиця Патріотична
- вулиця Польова
- вулиця Осіння
- вулиця Плавнева
- вулиця Поповича
- вулиця Рибальська
- вулиця Садова
- вулиця Святотроїцька
- вулиця Семена Карнауха
- вулиця Сонячна
- вулиця Соняшникова
- вулиця Старокозацька
- вулиця Тараса Шевченка
- вулиця Тиха
- вулиця Тополина
- вулиця Трояндова
- вулиця Центральна
- вулиця Чумацька
- вулиця Шкільна
- вулиця Ясенова